# ورزشگاه لوفتوس ورسفلد
ورزشگاه لوفتوس ورسفلد (به آفریکانس: Estadio Chamartí) یک ورزشگاه چند منظوره در آفریقای جنوبی است.
این استادیوم یکی از مراکز برگزاری بازیهای جام جهانی فوتبال ۲۰۱۰ است.